# Правительство Республики Сербская Краина в изгнании
Прави́тельство Респу́блики Се́рбская Кра́ина в изгна́нии (серб. Влада Републике Српске Крајине у прогонству) было избрано легитимным органом исполнительной власти сербскими беженцами из Республики Сербская Краина вскоре после операций  «Буря» и «Молния», проведённых хорватскими вооруженными силами. Возрождено 25 января  2007 года в Белграде (Сербия) правительством Республики Сербская Краина. Нынешним президентом Республики Сербская Краина в изгнании является член Сербской радикальной партии Милорад Буха. Министром обороны является Раде Чубрило. Министром связи является Ратко Личина. Его помощник Даниэл Петрович. Посол Республики Сербская Краина в СНГ — Драган Станоевич.

## Заявления правительства
Члены правительства в изгнании заявили, что они намерены добиваться создания плана на основе Z-4 и их конечной целью было объявлено добиться для сербов «больше чем автономии, но меньше чем независимости в Хорватии».
Официальные хорватские и сербские власти, а также представители сербов в Хорватии раскритиковали эти заявления и заявили, что это может помешать сербско-хорватскому примирению. Хорватская сторона заявила, что план Z-4 был отклонён краинской стороной на первоначальном этапе его выдвижения.
По утверждению правительства Республики Сербская Краина в изгнании, Евросоюз лишил сербов Хорватии индивидуальных и коллективных прав. Как отмечается в заявлении, ЕС не принял никаких необходимых мер, чтобы уничтожить последствия антидемократического решения Хорватии по ущемлению прав сербов.

### Признание независимости Абхазии и Южной Осетии
12 сентября 2008 года Скупщина и Правительство Республики Сербская Краина в изгнании признали независимость Абхазии и Южной Осетии. В постановлении непризнанного сербского государства говорится: «Это два новых государства имеют такую же историю, как и история краинских сербов — их народы проживают на своей этнической и исторической земле. Абхазия и Южная Осетия не имеют никаких исторических и этнических связей с Грузией, так же, как и Краина не имеет такой связи с Хорватией — хорватскими этническими и историческими землями в Загорье. Территория Хорватии простирается только от Загреба и до итальянской и словенской границ. Признания независимости будет вручены президентам Абхазии и Южной Осетии дипломатическим путём и предоставлены на сербском и русском языках, с кратким обзором современных событий в Краине, Абхазии и Осетии».